# Castronovo di Sicilia
Castronovo di Sicilia é uma comuna italiana da região da Sicília, província de Palermo, com cerca de 3.409 habitantes. Estende-se por uma área de 199 km², tendo uma densidade populacional de 17 hab/km². Faz fronteira com Alia, Bivona (AG), Cammarata (AG), Lercara Friddi, Palazzo Adriano, Prizzi, Roccapalumba, Santo Stefano Quisquina (AG), Sclafani Bagni, Vallelunga Pratameno (CL).

## Demografia
| Variação demográfica do município entre 1861 e 2011                               |
|                                                                                   |
| Fonte: Istituto Nazionale di Statistica (ISTAT) - Elaboração gráfica da Wikipedia |